# تامپوری

تامپوری شهری در شهرستان دولوگو در استان بازگا در بورکینافاسوی مرکزی است و جمعیت آن ۱۰۰۷ نفر است.